# Deoferão
Deoferão (Deopheron) foi um bizantino, ativo no reinado do imperador Justiniano (r. 527–565). Era nativo da Itália. Filho de Venâncio e irmão de Tuliano, talvez fosse homem claríssimo, uma dos títulos detidos pelos senadores. Um dos notáveis (λόγιμοι) de Rusciane, em 548, negociou com Gudila a rendição da cidade ao rei Tótila (r. 541–552), no contexto da Guerra Gótica em curso. Durante a rendição, embora poupado, perdeu sua propriedade.